# Heckspiegel

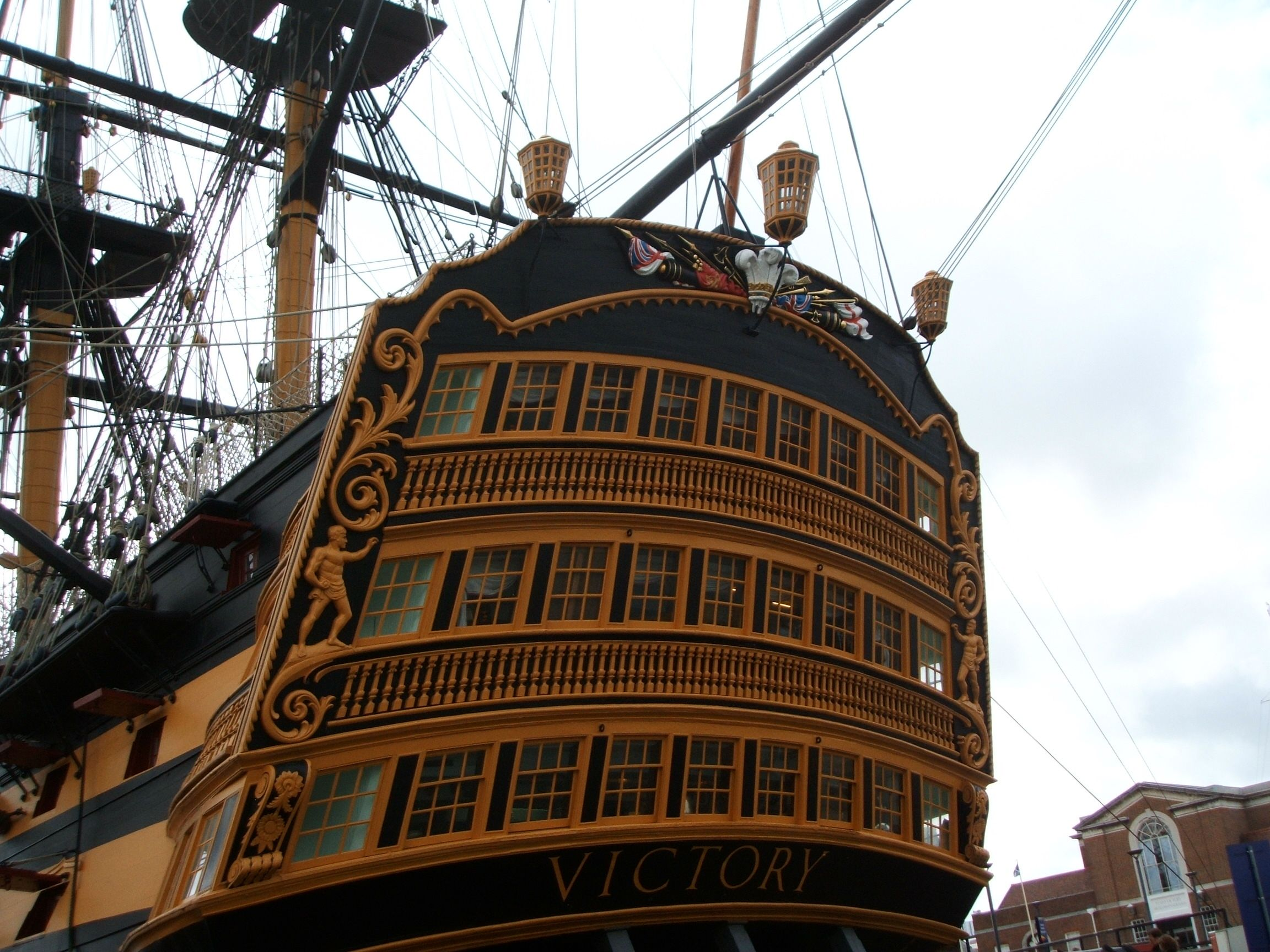
Heckspiegel des Linienschiffs Victory

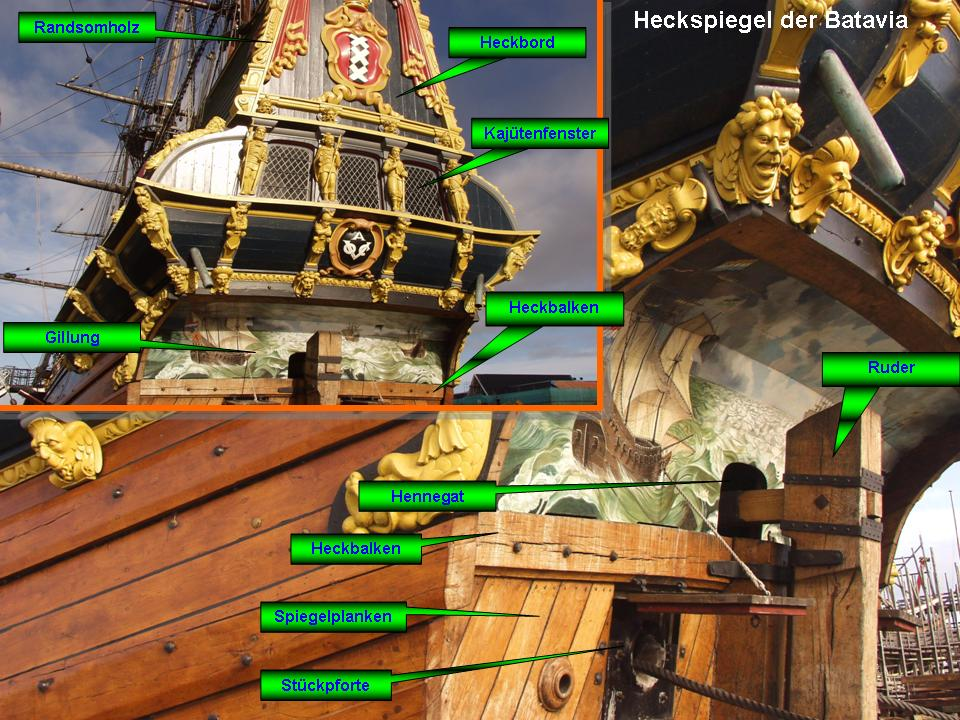
Heckspiegel der Galeone Batavia

Der Begriff Heckspiegel (meist einfach nur Spiegel) bezeichnet eine von den Seiten und dem Boden klar abgesetzte Fläche als hinteres Ende eines Bootes oder Schiffes (Heck). Diese kann flach oder gewölbt sein und liegt meist oberhalb der Wasserlinie.

## Geschichte
Bis fast ins 16. Jahrhundert hinein war das Heck von Schiffen in annähernd runder Form aufgebaut – fast so wie der Bug des Schiffes.
Aber schon Mitte des 13. Jahrhunderts konstruierten Schiffbauer über dem Rundheck Heckkastelle, um die Besatzungen vor feindlichen Angriffen zu schützen.
An dieser Bauart wurde bis zu Beginn des 16. Jahrhunderts wenig verändert, außer dass die Heckkastelle und der so genannte Heckbalken, der die Konstruktion stützte, immer größer wurden.
Obwohl im Mittelmeerraum das Rundheck bis ins 18. Jahrhundert hinein nicht wegzudenken war, brachten gerade Mittelmeer-Seefahrernationen wie Spanien und Portugal die ersten Schiffe mit dem flachen Heckspiegel heraus. Es gibt Erkenntnisse, dass diese Form des Hecks entwickelt wurde, damit man tief unten nahe der Wasserlinie Kanonen installieren konnte, die gegen flache Galeeren eingesetzt werden konnten. Galeeren hatten zu damaliger Zeit schwere Kanonen auf dem Bug, mit denen sie aufgrund ihrer flachen Bauweise in der Lage waren, schwere Geschosse in Wasserlinienhöhe gegen den Feind abzuschießen. Das bisherige Rundheck bei Schiffen alter Bauweise machte es nahezu unmöglich, Kanonen effektiv gegen diese Galeeren einzusetzen, da diese nicht tief genug eingebaut werden konnten – zumal damalige Kanonen noch keine Drehzapfen besaßen oder absenkbar waren und somit nur schwer ausgerichtet werden konnten.
Den flachen Heckspiegel begünstigte zudem der Umstand, dass das Heckkastell so in den hinteren Schiffskörper integriert werden und somit fester konstruiert werden konnte.
Als Heckspiegel wurde dabei früher schon der hintere Abschluss über dem (innen liegenden und von außen nicht sichtbaren) Heckbalken bezeichnet – zum damaligen Zeitpunkt konstruierte man diesen jedoch neuerdings am Achtersteven rundlich nach unten und bezeichnete diesen Bereich dann als Unterspiegel (Arcasse), der zum Teil im Wasser liegen konnte.

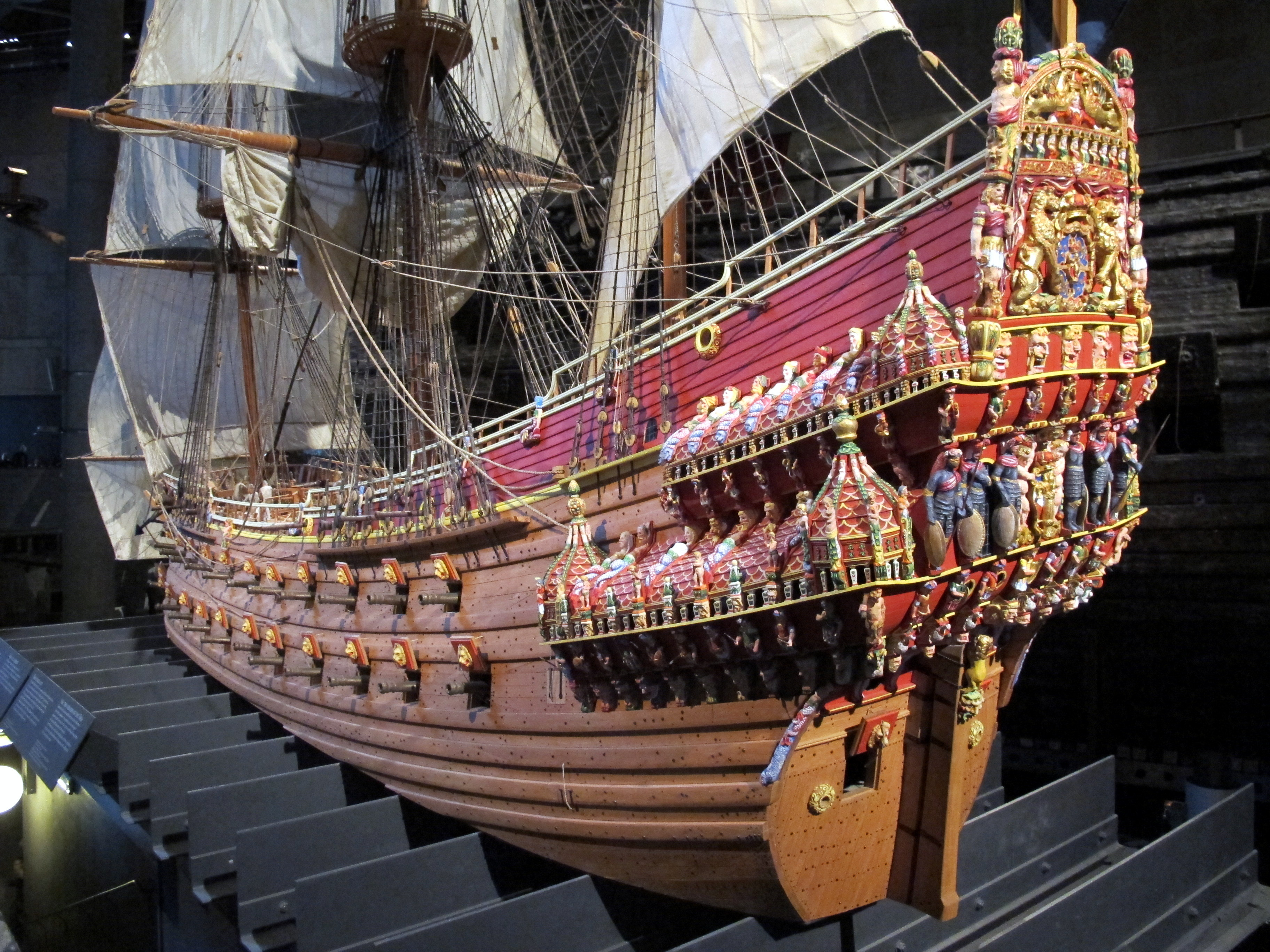
Heckspiegel der Vasa (1627), Museumsmodell im Vasa-Museum Stockholm

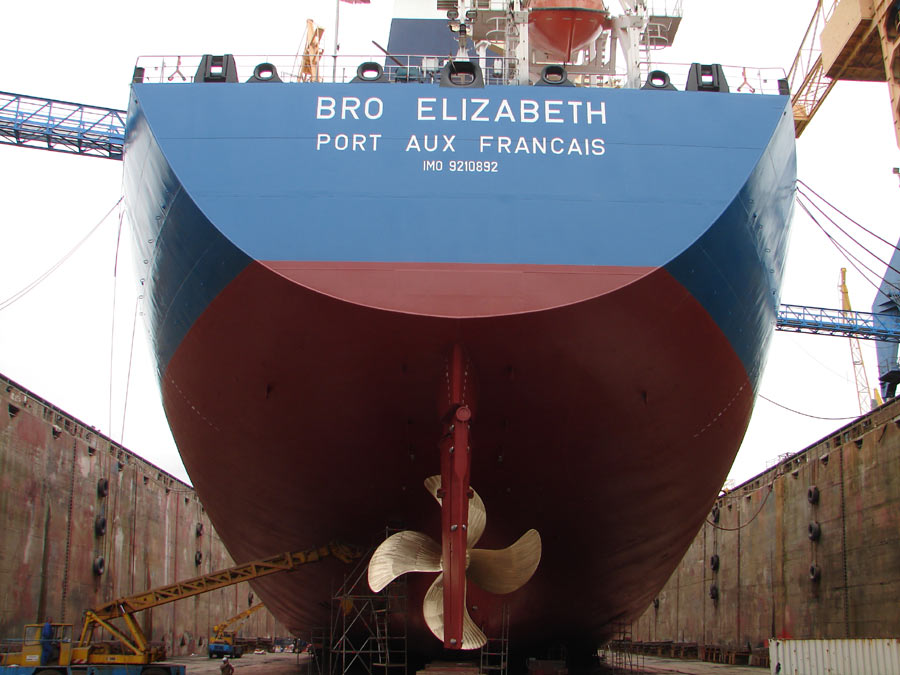
Heckspiegel eines modernen Frachtschiffes

Oberhalb des Heckbalkens, der am Achtersteven befestigt war, brachte man in das Schiff nun weitere Querbalken ein: den so genannten Spiegelbalken sowie die Gillungsbalken, die zusammen den Oberspiegel trugen. Die äußeren Eckverbindungen zwischen diesen Balken waren die Randsomholze, die vom Hackbord gekrönt waren und somit den Spiegel gewissermaßen einrahmten.
Bis ins 17. Jahrhundert hinein waren die Unterspiegelausführungen sehr flach ausgelegt. Diese Bauvariante wurde bis ins 19. Jahrhundert praktiziert, wenngleich der Unterspiegel erheblich verkleinert und zudem so gebaut wurde, dass sich dieser komplett oberhalb der Wasserlinie befand.
Englische Schiffbauer begannen allerdings Mitte des 17. Jahrhunderts neue Heckformen zu entwickeln. Unterhalb der Heckbalken erhielt das Schiff wieder eine Rundung, so dass faktisch wieder ein Rundheck verbaut wurde; während oberhalb alles beim Alten blieb. Diese Bauweise wurde später auch von vielen Schiffbauern außerhalb Englands übernommen, so dass sie sich letztendlich durchsetzte.
Ab dem 19. Jahrhundert verschmälerte man das Heck dann schließlich derart, bis man oberhalb der Wasserlinie ein flaches Rundheck hatte.
Der Heckspiegel bot im Laufe der Jahrhunderte Platz für zahlreiche Ausschmückungen und Zierden von damaligen Handels- und Kriegsschiffen, die die Besonderheit des Schiffs oder der jeweiligen Nation herausheben sollte. Im späten 16. Jahrhundert tauchten diese Verzierungen erstmals an italienischen und spanischen Schiffen auf, die offenbar so viel Begeisterung hervorriefen, dass sie schnell von anderen Seefahrernationen übernommen wurden.
Teilweise wurden schwere eichengeschnitzte und aufwändig verzierte, teils vergoldete Heilige, antike Götter, Putten, Embleme, Wappen, Balustraden, Girlanden, Meeresungeheuer, sowie Galerien und Seitengalerien am Heckspiegel oder in der Peripherie zu Lasten der Bewaffnung und des Schutzes des Achterschiffes angebracht.
Teilweise wurden diese Verzierungen, insbesondere während des Barocks, derart übertrieben, dass die Schiffe extrem hecklastig wurden und somit die Segelfähigkeit und Wendigkeit stark eingeschränkt war. Angeblich ließen Kapitäne nach dem Auslaufen die Verzierungen abschlagen, um das Schiff wieder seetüchtig zu machen.
Zudem war der Heckspiegel selten in der festen Bauweise des Schiffsrumpfs ausgeführt, was ihn zur größten Schwachstelle in einem Seegefecht machte: Gegnerische Schiffe konnten mit ihren Kanonen durch den Beschuss des Heckspiegels erhebliche Schäden im tiefen Schiffsinneren hervorrufen. In der Seeschlacht von Trafalgar im Jahr 1805 schoss das britische Linienschiff Victory dem französischen Flaggschiff Bucentaure eine einzige Breitseite in den Heckspiegel. Dieser Beschuss dezimierte die Franzosen um 400 Besatzungsmitglieder und zerstörte 20 Kanonen. Bei ungünstiger Lage des Munitionsbunkers/Magazins konnte darüber hinaus ein gut platzierter Treffer sogar die Explosion des ganzen Schiffes hervorrufen.
Ab 1815 wurden deshalb in England dank Sir Robert Seppings, dem Surveyor der Royal Navy, Neuerungen eingeführt, die den Kriegsschiffbau wieder in Richtung Rundheck führten. Neben größerer Robustheit bot diese Heckart den zusätzlichen Vorteil, dass die achterlichen Kanonen auch im Winkel von 45° zur Kiellinie ausgerichtet werden konnten. Diese Bauweise setzte sich bei den Kriegsschiffen dann immer mehr durch, zumal es keine Galeeren mehr zu bekämpfen gab: Die Kriegsführung hatte sich im Laufe der Jahre geändert.
Selbst französische Schiffbauer, die Versuche unternahmen, die Heckspiegelbauweise bis in die erste Hälfte des 19. Jahrhunderts zu übernehmen, mussten sich um 1840 schließlich der Erkenntnis beugen, dass Bewaffnung und Festigkeit am Heck unabdingbar sind, weshalb diese die reich verzierten Heckspiegel aufgaben und Kriegsschiffe wieder mit Rundheck konstruierten. Ab etwa 1850 verbreitete sich diese Konstruktionsart dann auch in der zivilen Schifffahrt.
Auch heute werden viele Schiffe mit einem Spiegel gebaut. Auf Jachten werden hier häufig Teile wie Badeleitern, Badeplattformen oder Geräteträger montiert. Auf großen Frachtschiffen wird durch ein Spiegelheck im Vergleich zu einem Rundheck der Platz besser ausgenutzt, außerdem ist der Bau weniger aufwändig.